# International Journal of Cognitive Research in Science, Engineering and Education
International Journal of Cognitive Research in Science, Engineering and Education (IJCRSEE) објављује чланке у свим областима когнитивних наука. Часопис се фокусира на студије из области образовања, људске перформансе и студије основних когнитивних способности у свакодневном животу. Часопис комбинује радове из области психологије, педагогије, вештачке интелигенције, лингвистике, филозофије, компјутерске науке и неурологије. Часопис објављује и резултате мултидисциплинарних инстраживања.
Примарни циљ часописа је да пружи релевантне научне резултате и омогући истраживачима да објаве свој рад. Циљ часописа је да промовише и ојача квалитет истраживања у области науке, технике и образовања.

## О часопису
Први број часописа је публикован јуна месеца 2013. године у штампаној и електронској верзији. Прва званична промоција часописа је одржана по позиву професора са Академије за психологију и педагогију из Ростова на Дону на 14. интернационалној конференцији Когнитивно моделовање у лингвистици и Првој интернационалној коференцији Когнитивно моделовање у науци, култури, образовању, Милано – Маритими у Италији дана 15.09.2013. године, где је председник Удружења и главни уредник др Лазар Стошић из Врања у име Удружења извршио промоцију истог. Присутни су били професори са престижних универзитета из Италије, Русије, Грчке, Белорусије и других земаља.

## Периодичност излажења
Излази три пута годишње и то у априлу, јуну и децембру.

## Уредници
Главни уредник часописа је доцент др Лазар Стошић, научни сарадник, Водећи научни истраживач на Техничком универзитету (Don State Technical University), Ростов на Дону, Руска федерација, који је уједно и председник Удружења за развој науке, инжењерства и образовања.
- др Алла Белоусова, Технички универзитет (Don State Technical University), Ростов на Дону, Руска федерација
- др Анета Баракоска, Филозофски факултет Универзитета „Св. Кирило и Методије“, Скопље, Македонија
- Др Соња Величковић, Висока школа за васпитаче струковних студија, Алексинац
- др Татјана В. Черниговскаја, Државни универзитет у Санкт Петербургу (Санкт-Петербургски Државни Универзитет), Руска федерација
- др Иро Јаскелаинен (Iiro P. Jääskeläinen), Одељење за неуронауке и биомедицинско инжењерство, Aalto University School of Science, Еспо, Финска
- др Јуриј И. Александров, Институт за психологију Руске академије наука, Руска федерација
- др Łукасз Томцзик, Педагошки универзитет у Кракову, Пољска,

## Теме
- Когнитивнa истраживањa у образовању
- Когнитивна педагогија
- Когнитивна психологија
- Психолингвистика
- Когнитивна лингвистика
- Студије когнитивне културе
- Когнитивна неурофизиологија
- Когнитивни аспекти: спортска култура
- Когнитивни аспекти: Методологија знања
- Обрада текста и когнитивне технологије
- Образовна технологија

## Електронски облик часописа
Електронска верзија часописа може се преузети са сајта часописа, у PDF формату. Часопис подржава отворен приступа (ОА) публикације, што значи да су сви објављени чланци слободно доступни на мрежи за све, одмах након објављивања.

## Реферисање у базама података
- Web of Science (Clarivate Analytics) – Emerging Sources Citation Index (ESCI)
- SCOPUS
- SCImago
- EBSCO
- ERIH PLUS Архивирано на веб-сајту  (8. октобар 2018)
- Index Copernicus[2]
- DOAJ – Directory of Open Access Journals (DOAJ Seal)
- SCIndeks[3]
- e-Library RU[4]
- MIAR[5]
- CNKI
- ROAD[6]
- Dialnet[7]
- Academic Journals Database[8]